# سلیمان ابوغیث
سلیمان جاسم سلیمان علی ابوغیث (عربی: سليمان جاسم سليمان علي أبو غيث‎؛ زادهٔ ۱۴ دسامبر ۱۹۶۵) یک کویتی است که به‌عنوان یکی از سخنگویان القاعده شناخته می‌شود. او با یکی از دختران اسامه بن لادن ازدواج کرده است. در سال ۲۰۱۳، ابوغیث در اردن دستگیر و به ایالات متحده آمریکا مسترد شد. در سال ۲۰۱۴، او در دادگاه فدرال نیویورک به اتهام «توطئه برای کشتن آمریکایی‌ها و ارائهٔ حمایت مادی به تروریست‌ها» محکوم شد و به حبس ابد محکوم گردید. او هم‌اکنون در زندان فدرال ای‌دی‌اکس فلورنس در کلرادو دوران محکومیت خود را می‌گذراند.

## فعالیت‌ها در طول جنگ خلیج فارس ۱۹۹۱
ابوغیث، که با اخوان‌المسلمین بزرگ شد، نخستین‌بار در جریان تهاجم عراق به کویت در سال‌های ۱۹۹۰–۱۹۹۱ توجه عموم را به خود جلب کرد. خطبه‌های او در محکومیت اشغال و رئیس‌جمهور عراق، صدام حسین، باعث محبوبیت نسبی او در میان مردم کویت شد. در سال ۱۹۹۲، او برای نزدیک به یک ماه به بوسنی و هرزگوین رفت تا برخی «خدمات امدادی» را ارائه دهد. او بعداً در تابستان ۱۹۹۴ به نیروهای شبه‌نظامی مسلمان در جنگ بوسنی پیوست. دولت کویت در پی آن، او را از مسجد اخراج کرد و خطبه‌خوانی را برایش ممنوع نمود، چرا که او معمولاً دولت کویت و سایر دولت‌های عربی را به‌شدت مورد انتقاد قرار می‌داد. سپس او به‌عنوان معلم دبیرستان در رشتهٔ دین مشغول به کار شد.

## ورود به افغانستان در ژوئن ۲۰۰۰
در ژوئن ۲۰۰۰، او کویت را به مقصد افغانستان ترک کرد، جایی که با اسامه بن لادن دیدار کرد و به گروه القاعده پیوست. علاقهٔ او به سخنرانی عمومی و جوانی نسبی‌اش باعث شد که در رأس تلاش القاعده برای گسترش نفوذ از میان روحانیون بسیار محافظه‌کار و عمدتاً سالخورده، به سوی عموم مردم و به‌ویژه جوانان کشورهای با اکثریت مسلمان قرار گیرد؛ در این جایگاه، او به‌سرعت به سخنگوی این گروه تبدیل شد.

## الوفا
بر پایهٔ اسناد موجود در پروندهٔ غیرمحرمانهٔ عادل الزامل، سلیمان ابوغیث یکی از بنیان‌گذاران الوفا الاغاثه الاسلامیه بوده است، خیریه‌ای که ایالات متحده آمریکا ادعا می‌کند پوششی معتبر برای فعالیت‌های مالی القاعده فراهم کرده است. یکی از اتهامات واردشده به الزامل، که او نیز به‌عنوان یکی از بنیان‌گذاران الوفا معرفی شده بود، این بود که به خانوادهٔ ابوغیث برای خروج از افغانستان در حوالی زمان حملات ۱۱ سپتامبر کمک کرده است.

## ویدئوی القاعده پس از ۱۱ سپتامبر
او پس از ۱۱ سپتامبر ۲۰۰۱ به شهرت جهانی رسید. در تاریخ ۱۰ اکتبر ۲۰۰۱، او در دو ویدئوی بسیار پربازدید (که نخستین‌بار از شبکهٔ الجزیره پخش شد) ظاهر شد تا از این حملات دفاع کند و در واکنش به تهاجم آمریکا به افغانستان تهدید به تلافی کند. او گفت: «آمریکایی‌ها باید بدانند که طوفان هواپیماها متوقف نخواهد شد… هزاران جوان امت اسلامی مشتاق شهادت‌اند همان‌گونه که آمریکایی‌ها مشتاق زندگی‌اند.» این اظهارات باعث شد دولت کویت تابعیت او را سلب کند.
در سال ۲۰۰۲، زمانی‌که در ایران زندگی می‌کرد، بیانیه‌ای منتشر کرد که در آن گفته بود القاعده «حق دارد چهار میلیون آمریکایی، از جمله یک میلیون کودک را بکشد، دو برابر این تعداد را آواره کند و صدها هزار نفر را مجروح و معلول سازد».

## ارتباط ادعایی با مهاجمان جزیره فیلکه
به‌گفتهٔ نشریه جنگ طولانی، مقام‌های آمریکایی ادعا کرده‌اند که سلیمان ابوغیث همراه با انس الکندری و فایز الکندری در اردوگاه آموزشی القاعده در فرودگاه حضور داشته است. انس الکندری، جوانی کویتی بود که در حمله به جزیره فیلکه در سال ۲۰۰۲ به‌سوی گروهی از تفنگداران دریایی آمریکا تیراندازی کرد و یکی از آن‌ها را کشت. فایز الکندری نیز کویتی دیگری بود که از سال ۲۰۰۲ تا ۲۰۰۸ در بازداشت خارج از چارچوب قانونی در گوانتانامو نگهداری شد. در سال ۲۰۰۸، کیفرخواست‌هایی برای ارجاع او به دادگاه نظامی گوانتانامو تنظیم شد. به‌نوشتهٔ نشریه جنگ طولانی، استوارت بل در کتاب خود با عنوان سوگند شهید ادعا کرده که سلیمان ابوغیث انس الکندری و تیرانداز دیگر را برای انجام حملهٔ جزیره فیلکه جذب کرده است.

## حضور در ایران (۲۰۰۲–۲۰۱۳)
پس از آن‌که برای فرار از دستگیری توسط ایالات متحده جابه‌جا می‌شد، محل اقامت او در آن ماه‌ها مشخص نبود. به‌نوشتهٔ نشریه جنگ طولانی، تا سال ۲۰۰۲ سلیمان در ایران زندگی می‌کرد.
در ژوئیهٔ ۲۰۰۳، یکی از وزیران کویت اعلام کرد که دولت ایران ابوغیث را در بازداشت دارد و کویت، پیشنهاد ایران برای استرداد او به این کشور را رد کرده است.
در سپتامبر ۲۰۱۰، نشریه جنگ طولانی به‌اشتباه گزارش داد که ابوغیث توسط ایران آزاد شده و این کشور را به‌سوی افغانستان ترک کرده است.
در مارس ۲۰۱۳، گزارش شد که ابوغیث بیشتر ده سال گذشته را در ایران و تحت حبس خانگی سپری کرده است.

## حضور در ترکیه (۲۰۱۳)
در اواخر ژانویهٔ ۲۰۱۳، ابوغیث از ایران وارد ترکیه شد و در هتلی در آنکارا اقامت گزید. او برای مدت کوتاهی به درخواست ایالات متحده بازداشت شد، اما چون جرمی در ترکیه مرتکب نشده بود، آزاد گردید. مقام‌های ترکیه‌ای او را به‌دلیل نداشتن گذرنامه در آن زمان، به‌عنوان «میهمان» نگه داشتند. مقام‌های ترکیه‌ای به‌جای استرداد او به ایالات متحده، تصمیم گرفتند او را به کشورش، کویت، دیپورت کنند.

## دستگیری، استرداد به ایالات متحده و محاکمه
در توقفی در امان اردن، ابوغیث توسط مقام‌های اردنی بازداشت شد و در تاریخ ۷ مارس ۲۰۱۳ به مقام‌های آمریکایی تحویل داده شد. او سپس به ایالات متحده استرداد شد و در زندانی فدرال در نیویورک نگهداری شد.
ابوغیث به اتهام توطئه برای قتل شهروندان آمریکایی، در دادگاه فدرال منهتن محاکمه شد. او در تاریخ ۸ مارس ۲۰۱۳ به اتهامات مطرح‌شده، اظهار بی‌گناهی کرد.
در تاریخ ۸ آوریل ۲۰۱۳، وکلای ابوغیث در حال بررسی درخواست برای تغییر محل دادرسی بودند، زیرا شهر نیویورک بیشترین آسیب را از حملات ۱۱ سپتامبر ۲۰۰۱ متحمل شده بود. وکلای ابوغیث همچنین خواهان آن شدند که اجازه یابند خالد شیخ محمد را به‌عنوان شاهد احضار کنند. در تاریخ ۱۸ مارس ۲۰۱۴، قاضی فدرال در نیویورک این درخواست را رد کرد.
در تاریخ ۲۶ مارس ۲۰۱۴، ابوغیث به اتهام «توطئه برای قتل شهروندان آمریکایی و ارائهٔ حمایت مادی به تروریست‌ها» محکوم شد و سپس توسط قاضی دادگاه ناحیه‌ای، لوئیس ای. کاپلان، به حبس ابد محکوم گردید. در تاریخ ۲۸ سپتامبر ۲۰۱۷، دادگاه تجدیدنظر حوزه دوم ایالات متحده در منهتن حکم محکومیت او را تأیید کرد.

## زندگی شخصی
او با همسر نخستش، فاطمه، در کویت ازدواج کرد که حاصل این ازدواج شش دختر و یک پسر بود. سپس با زنی مصری به نام آمال ازدواج کرد که همراه با او در ایران بازداشت شده بود و از او نیز دو دختر دارد. پس از آن با دختر اسامه بن لادن، فاطمه، ازدواج کرد که حاصل آن یک دختر و یک پسر بود.